# Rhodopina pahangensis
Rhodopina pahangensis är en skalbaggsart som beskrevs av Stefan von Breuning 1961. Rhodopina pahangensis ingår i släktet Rhodopina och familjen långhorningar. Inga underarter finns listade i Catalogue of Life.